# Dogana di Dublino
La Dogana di Dublino (in inglese, spesso non tradotto, The Custom House; in gaelico irlandese Teach an Chustaim) è un edificio neoclassico del XVIII secolo della capitale irlandese, che ospita attualmente il Ministero irlandese per l'Ambiente, il Patrimonio ed il Governo Locale. È situata sulla sponda settentrionale del Liffey, sul Custom House Quay tra Butt Bridge ed il Talbot Memorial Bridge.

## Storia
L'edificio fu progettato, come molti altri del periodo a Dublino, dall'architetto James Gandon, con la funzione di servire come dogana per il Porto di Dublino. Quando fu completato nel 1791, il costo totale della costruzione risulta essere 200.000 sterline, una somma molto alta per il tempo.
Quando il porto fu spostato parecchio più ad est, alla foce del fiume, l'originario utilizzo dell'edificio divenne obsoleto, e la Custom House divenne il quartier generale del governo locale in Irlanda. Fu durante la Guerra d'indipendenza irlandese del 1921 che l'Irish Republican Army diede fuoco alla costruzione, nel tentativo di dare un duro colpo al dominio inglese in Irlanda. Gli originali interni previsti da Gandon furono completamente distrutti dalle fiamme e la cupola centrale collassò. Un'enorme quantità di dati storici unici furono distrutti dal fuoco, tra i quali registri su nascite e matrimoni delle parrocchie risalenti sino al Medioevo. Nonostante raggiunse l'obiettivo di colpire il governo britannico, l'attentato alla Custom House fu un totale disastro per l'IRA, dato che numerosi attentatori furono catturati mentre abbandonavano il luogo.
Dopo il trattato Anglo-irlandese, fu restaurata dal governo dello Stato Libero d'Irlanda. I risultati di questa ricostruzione sono tutt'oggi visibili sulle parti esterne dell'edificio; la cupola fu ricostruita usando calcare di Ardbraccan, notevolmente più scuro della pietra di Portland usata nell'originale costruzione.
Successivamente fu effettuato un restauro e una pulizia da parte dell'Office of Public Works negli anni 1980.

## Struttura

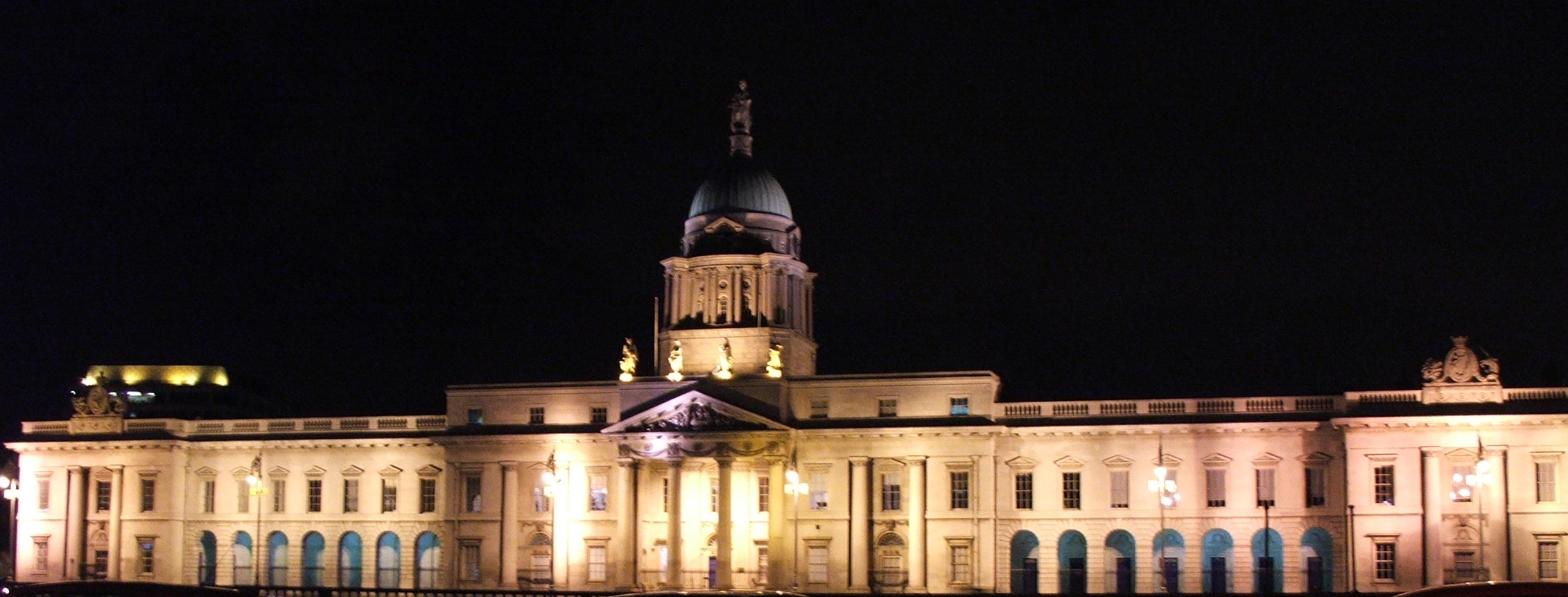
La Dogana di Dublino. La facciata meridionale sul fiume in una panoramica notturna

L'edificio ha una pianta rettangolare piuttosto semplice formata da quattro facciate monumentali collegate tra loro da padiglioni agli angoli. La facciata meridionale, ovvero quella che più conosciuta che dà sul fiume, si caratterizza per un grande frontone sul porticato e la presenza sulla sua sommità della torre con l'orologio e la piccola cupola azzurra che ben contraddistingue l'edificio. La facciata posteriore è più scarna, essendo formata solo da un ampio colonnato nella parte centrale, ma si affaccia su un curato giardino.
La Dogana è decorata di numerose e significative sculture, opera di Edward Smyth, Thomas Banks ed Agostino Carlini. Le statue umane sono personificazioni di divinità e territori: nel frontone un rilievo mostra Hibernia, rappresentazione dell'Irlanda, abbracciare la vicina Britannia mentre Nettuno allontana la carestia e la miseria.
Lo stesso frontone è sormontato da quattro rilievi a tutto tondo, rappresentanti Nettuno, Mercurio, l'Industria e l'Abbondanza Sopra la cupola, infine, campeggia una statua rappresentante il Commercio, anche ad evidenziare l'originaria funzione dell'edificio.

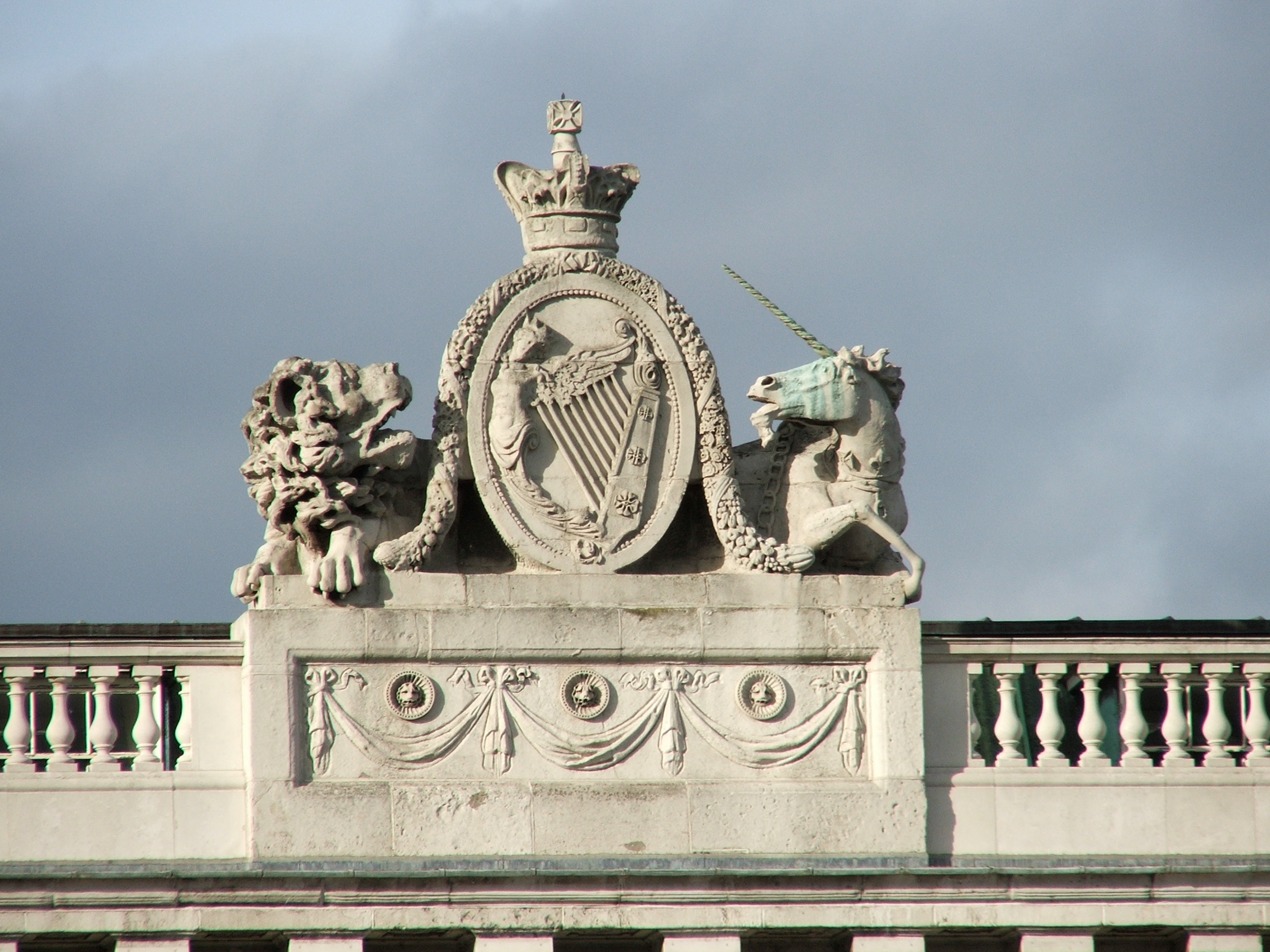
Una delle decorazioni scultoree dell'edificio, in particolare lo stemma irlandese

Altre decorazioni sono i rilievi recanti vari stemmi araldici, che curiosamente non sono quelli del monarca britannico ma del re d'Irlanda: un unicorno e un leone, infatti, sorreggono un'insegna con un'arpa.

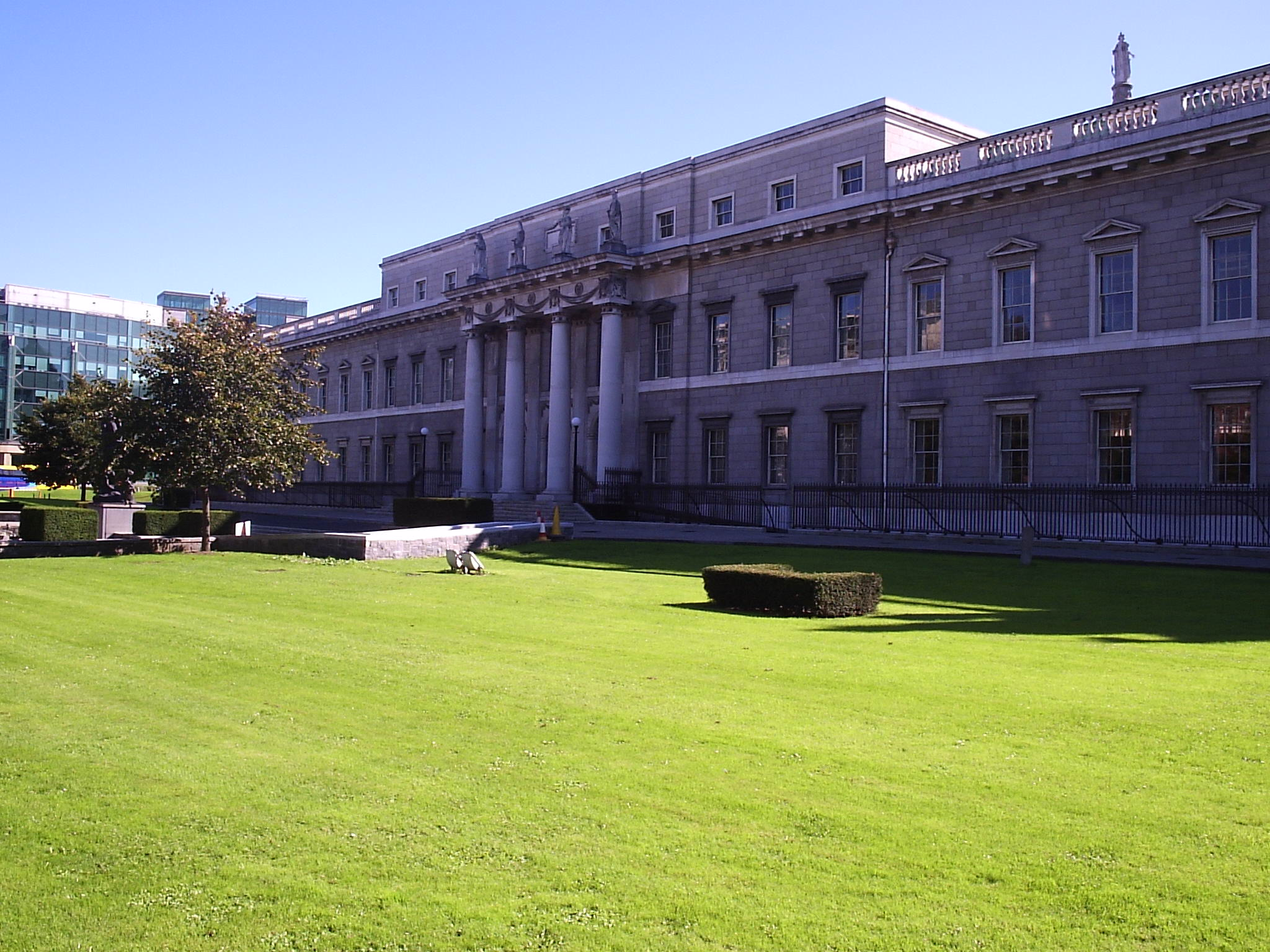
Parte posteriore

Altre personificazioni sono le facce dei quattro continenti nella parte posteriore, auspicio dei commerci nel mondo,  e le più famose dell'edificio, che rappresentano l'oceano ed i più importanti fiumi irlandesi, ovvero Bann, Barrow, Blackwater, Boyne, Erne, Foyle, Lagan, Lee, Liffey, Nore, Shannon, Slaney e il Suir, contornati dai prodotti a loro associati.

## Galleria d'immagini

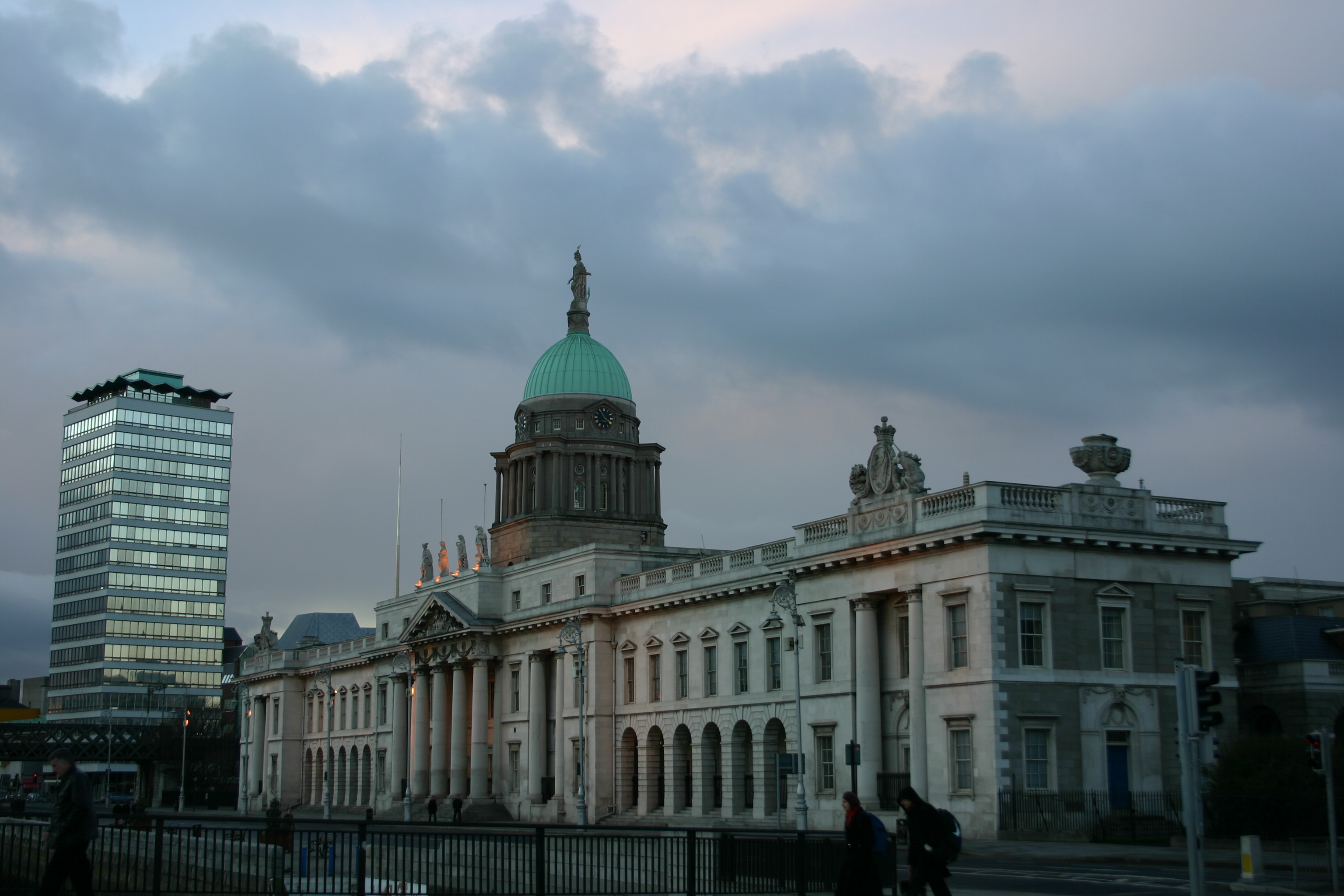
La Custom House al tramonto
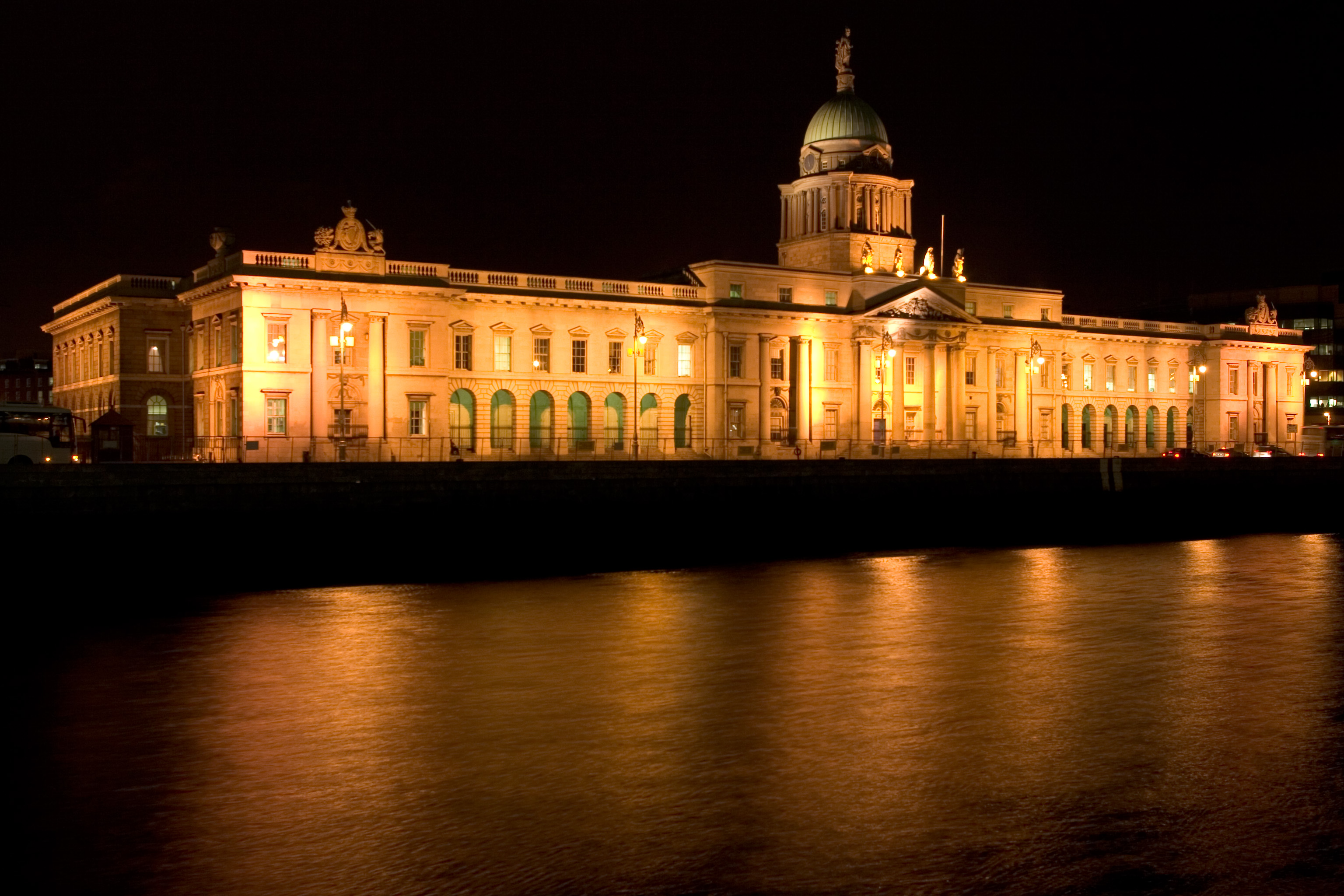
Dettaglio in notturna da ovest
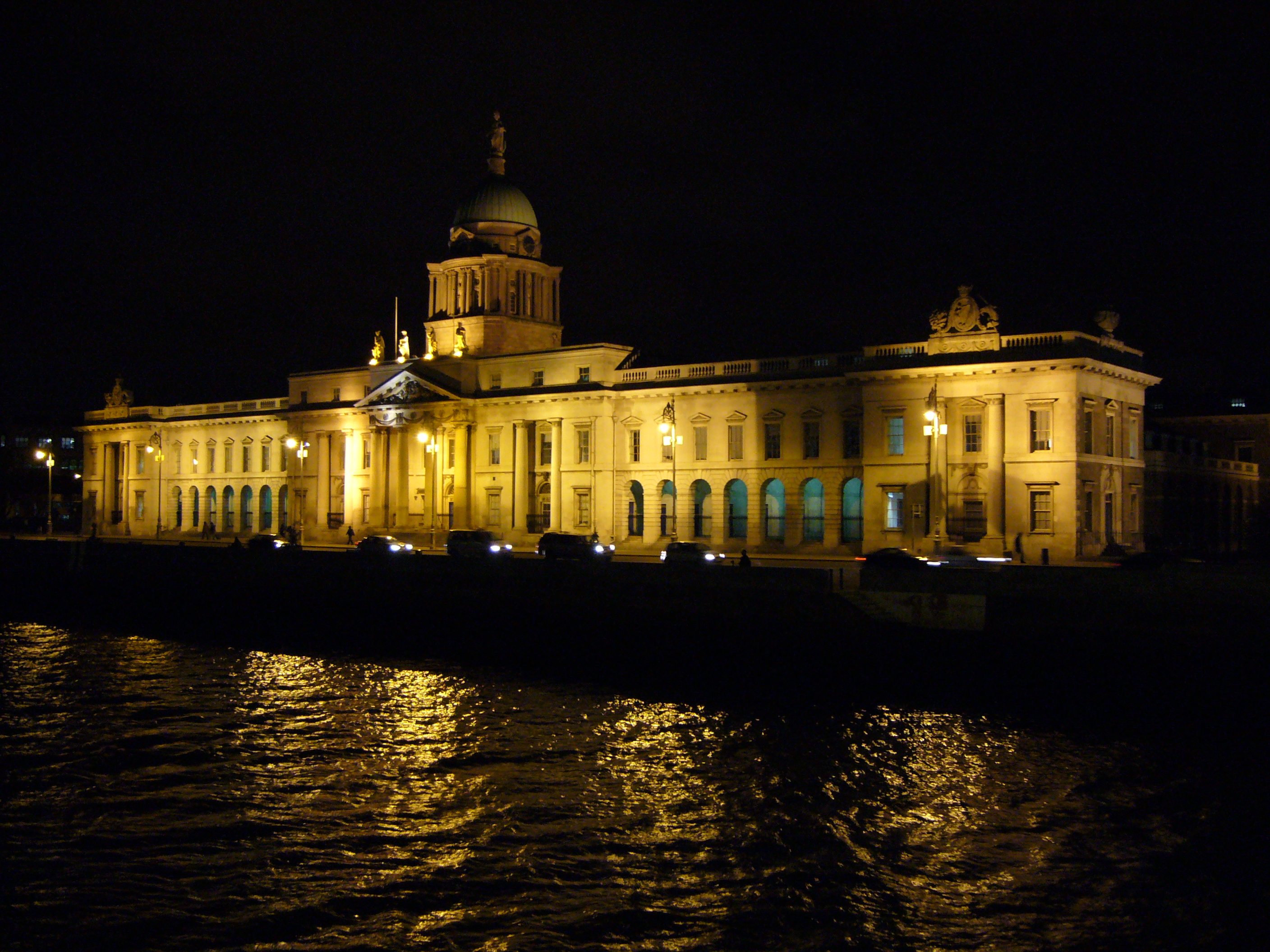
Stessa prospettiva da est